# محمد بن الحسن السمنودي
محمد بن الحسن بن محمد بن أحمد المنير السمنودي المصري، وتنبع أهمية العلم مما يلي: كونه أول شافعي انتزع مشيخة الأزهر من المالكية، وكذلك ثناء عدد من العلماء وأصحاب التراجم عليه وعلى علمه وفضله، وكثرة مؤلفاته وتنوعها، وهذا يدل على موسوعية العلم وعدم تخصصه في علم معين.
ولد محمد بن حسن السمنودي سنة 1099هـ بمدينة سمنود وإليها نسب، وحفظ القرآن بالقراءات السبع والعشر، ثم تتلمذ على يد علماء الأزهر بعد أن بلغ العشرين من عمره، حيث تعلم علوماً شرعية متنوعة سوى القراءات مصل الفقه والحديث، حتى أصبح شيخاً للجامع الأزهر، وهو أول من انتزع مشيخة الأزهر من المذهب المالكي الذي كان علماؤه يتولون هذا المنصب حتى جاء محمد بن حسن وانتزعه منهم وكان أول شافعي يتولى مشيخة الأزهر.
ومن مؤلفاته: شرح منظومة في علم الفلك، وشرح منظومة في طريقة ورش، وإلهام العزيز الكريم، ورسالة في تصريف اسمه تعالى اللطيف.
توفي في يوم الجمعة الحادي عشر من شهر رجب من عام 1199هـ.

## اسمه ونسبه
محمد بن الحسن بن محمد بن أحمد المنير السمنودي المصري.

## مولده ونشأته العلمية
ولد محمد بن حسن السمنودي سنة 1099هـ بمدينة سمنود وإليها نسب، وحفظ القرآن بالقراءات السبع والعشر، ثم تتلمذ على يد علماء الأزهر بعد أن بلغ العشرين من عمره، حيث تعلم علوماً شرعية متنوعة سوى القراءات مثل الفقه والحديث، حتى أصبح شيخاً للجامع الأزهر، وهو أول من انتزع مشيخة الأزهر من المذهب المالكي الذي كان علماؤه يتولون هذا المنصب حتى جاء محمد بن حسن وانتزعه منهم وكان أول شافعي يتولى مشيخة الأزهر.

## شيوخه
1. الشمس محمد السجيني.
2. علي أبو الصفا الشنواني.
3. محمد بن محمد الخليلي.
4. أبو حامد محمد البديري الدمياطي.
5. مصطفى البكري الدمشقي.
6. محمد بن أحمد المكي.
7. محمد بن سالم الحفني.[4]

## فضله ومكانته
1. قال عنه خير الدين الزركلي: «محمد بن حسن بن محمد السمنودي الأزهري المعروف بالمنير: فقيه شافعي، كان أول من انتزع مشيخة (الأزهر) من يد المالكية. ولد في سمنود (بمصر) وتعلم بالأزهر، وتولى مشيخته».[3]
2. قال ابن عبد السلام الناصري: «إمام وقته في القراءات والتصوف والحديث وفن الأفاق».[7]
3. قال محمد بن عبد الحي الكتاني: «هو الإمام العارف المتفنن المقرئ المعمر محمد بن حسن بن محمد الشافعي الأحمدي السمنودي الأزهري».[8]
4. قال عبد الرحمن الجبرتي: «بركة المسلمين وكهف الواصلين الصوفي الصائم القائم العابد الزاهد الشيخ محمد السمنودي المعروف بالمنير شيخ القراء والمحدثين وصدر الفقهاء والمتكلمين».[9]
5. قال عبد الفتاح المصري: «إمام فقيه محدث مقريء صوفي له مؤلفات نافعة كشرح الطيبة، وشرح الدرة، وله تآليف في القراءات والتصوف والفلك وغيرها».[1]

## مؤلفاته
1. شرح منظومة في علم الفلك.
2. شرح منظومة في طريقة ورش.
3. إلهام العزيز الكريم.
4. رسالة في تصريف اسمه تعالى اللطيف.
5. رسالة في مساحة القلتين.
6. الآداب السنيه لمريد سلوك طريق السادة الخلوتية.
7. رسالة في أصول القرآن.
8. رسالة في رواية حفص.
9. شرح منظومة طريقة ورش.
10. منظومة في طريقة ورش.
11. شرح الطيبة.
12. منظومة في علم الفلك.
13. شرح الدرة لابن الجزري.
14. تحفة السالكين.
15. الدرر الجسام.[3]

## وفاته
توفي في يوم الجمعة الحادي عشر من شهر رجب من عام 1199هـ.